# Телекомунікації Шрі-Ланки
Телекомунікації Шрі-Ланки з’явилися 1958 року після того, як провели першу телеграфну лінію між Коломбо та Ґалле.

## Телефон
Кількість стаціонарних телефонів у використанні: 2,496,014 (вересень 2017)
Кількість мобільних телефонів у використанні: 28,228,635 (вересень 2017)
- Телефонна щільність (кількість стаціонарних телефонів на 100 жителів) : 11.6 (вересень 2017)
- Мобільна підписка на 100 осіб : 131.6 (вересень 2017)

### Телефонна Мережа
Телефонна мережа Шрі-Ланки відзначається гарним покриттям  в містах і селищах міського типу.  В  сільських та віддалених районах телефонна мережа розвинена недостатньо (2010).Завдяки новій технології  4G LTE  багато шрі-ланкійців, які живуть у сільських та віддалених районах, тепер можуть отримати доступ до гарного телефонного та широкосмугового інтернет-сервісу.

#### Вітчизняна мережа
Національні магістральні мережі складаються в основному з цифрових мікрохвильових радіорелейних та волоконно-оптичних ліній зв'язку. В даний час використовується в  Коломбо та  у всіх великих містах і селищах.

#### Міжнародна мережа
Два підводних кабелі з Індії та Мальдівів; одна  станція супутникового зв'язку - Інтелсат (Індійський океан) (2009)

### Постачальники фіксованих широкосмугових послуг доступу в інтернет[1]

#### Постачальники фіксованих широкосмугових послуг
| Оператор             | Технологія                                                   |
| -------------------- | ------------------------------------------------------------ |
| Широкосмугові мережі | Мережі WiMAX, і LTE TDD для, бездротового доступу в інтернет |
| Ланка Белл           | Мережа WiMAX, LTE і TDD                                      |
| Шрі-Ланка Телеком    | ADSL2+, VDSL2 , ЛТЕ TDD, TTH,WI-FI                           |

#### Постачальники Мобільних Широкосмугових Послуг
| Operator | Technology                                                     |
| -------- | -------------------------------------------------------------- |
| Арітель  | GPRS, EDGE, UMTS, HSPA, HSPA+, DC-HSPA+                        |
| Діалог   | GPRS, EDGE, UMTS, HSPA, HSPA+, DC-HSPA+, LTE FDD, VoLTE, Wi-Fi |
| Хатч     | GPRS, EDGE, UMTS, HSPA, HSPA+, DC-HSPA+, LTE FDD               |
| Мобітель | GPRS, EDGE, UMTS, HSPA, HSPA+, DC-HSPA+, LTE FDD, LTE-A        |

Найпростіше туристу купити  сім-карту можна  в залі прильоту аеропорту (після проходження митного контролю). Для придбання сім карти необхідно надати паспорт менеджеру мобільного оператора.Сім карти продаються як з туристичним тарифом так і  без.В тариф включений інтернет-трафік від 2 до 28 Гб.

## Інтернет
Історія інтернету в Шрі-Ланці почалася разом з початком запуску Ланкійської  освітньої і дослідницької мережі у 1992 році. Спочатку мережу інтернет використовували  для освітніх і науково-дослідницьких спільнот. У 1985/1986  з комп’ютера Університету Моратуви був здійснений віддалений вхід  до  комп’ютера  університету Коломбо.
Wi-Fi Інтернет безкоштовно пропонують в аеропорту Коломбо, кафе, ресторанах, готелях. Поки що майже немає безкоштовного Wi-Fi Інтернету   в туристичних районах Шрі- Ланки.

## Інші коммунікації
Поштова служба : Пошта Шрі-Ланки
Радіостанції : 15 АМ, ФМ 54, короткохвильові 5
Телевізійні мовні станції: 19 (2009)
Супутникові земні станції, розташовані: місті Падука і Коломбо
Інтернет-Провайдери: 9
Код країни / домен верхнього рівня: +94/ЛК

## Регулювання телекомунікаційного ринку Шрі-Ланки
В липні 2008 року у восьми азійських країнах, включаючи Бангладеш, Індія, Індонезія, Шрі-Ланка, Мальдіви, Пакистан, Таїланді Філіппіни було проведене опитування наскільки сприятливе середовище для подальшого розвитку та прогресу телекомунікаційного середовища. Виміри проводились у семи напрямках: а) виходу на ринок; II) доступ до дефіцитних ресурсів; в) приєднання; IV) у тарифному регулюванні; в) антиконкурентні практики; VI) універсальні послуги; VII) забезпечення якості послуг для фіксованих, мобільних і широкосмугових секторів.
У Шрі-Ланці, мобільний сектор отримує більш високі бали, ніж фіксований сектор для всіх вимірювань, за винятком приєднання. Широкосмуговий сектор відстає як для  фіксованого, так і мобільного секторів у всіх, крім одного з параметрів (регулювання анти-конкурентні практики).
З наведених вище результатів випливає те, що всі сектори - окрім мобільних секторів мають рівень нижче середнього рівня еффективності.